# 照國萬藏

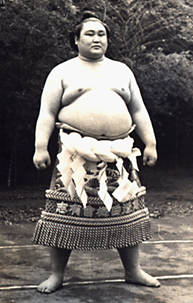

照國萬藏（日语：／ Terukuni Manzō，1919年1月10日—1977年3月20日），本名大野萬藏（旧姓菅），日本秋田縣雄勝郡湯澤市出身的大相撲力士，第38代横綱。他身高1.74米，重161公斤。

## 來歴
大野萬藏是當地一位農家之子，在1930年他被母親的遠親5代伊勢乃濱清瀬川敬之助發覺有相撲潛質，然而，由於1932年的春秋園事件造成的干擾，大量力士罷工，他被遺忘了。爭議解決後，他於1934年加入伊勢乃濱部屋，於1935年1月首次亮相。
他於1939年5月被晉升為幕內選手，並於1941年5月達到大關級別。他於1942年5月與雙葉山定次和安藝乃海節男比賽獲13:2成積(但輸給他們2人)。然而，在比賽之後照國萬藏和安藝乃海被升為横綱，他當時是23歲，直到1961年大鵬幸喜被升為横綱前他是最年輕的横綱。
他當時是一個重量級力士，體重超過160公斤（350磅）。二戰期間由於食物短缺，他的體重下降。
他曾經五次獲得亞軍，1950年9月，在晉升八年後，終於贏得了第一個冠軍。他在11月比賽中獲得了第二個冠軍，完成了15-0的成績。
在1953年1月比賽中3天後，他宣布退休(因糖尿病和胃潰瘍)。比賽結束後，鏡里喜代治晉升為橫綱，但因照國萬藏沒舉行正式引退儀式，因此有些人認為1953年1月的比賽是唯一同時有五個橫綱的場合。

## 退休後
退休後，他出任伊勢乃濱部屋的主教練，培養出大關弟子清國勝雄，1977年他在58歲去世時他已經作出安排，將部屋的控制權交給清國勝雄。在3月20日他在大阪因急性心肌梗塞去世，享年58歲。